# Nuttallia chrysantha
Nuttallia chrysantha là một loài thực vật có hoa trong họ Loasaceae. Loài này được (Engelm.) Greene mô tả khoa học đầu tiên năm 1906.